# Diocèse de Butare
Le diocèse catholique romain de Butare est un territoire ecclésiastique ou diocèse de l'Église catholique romaine au Rwanda. 

## Histoire

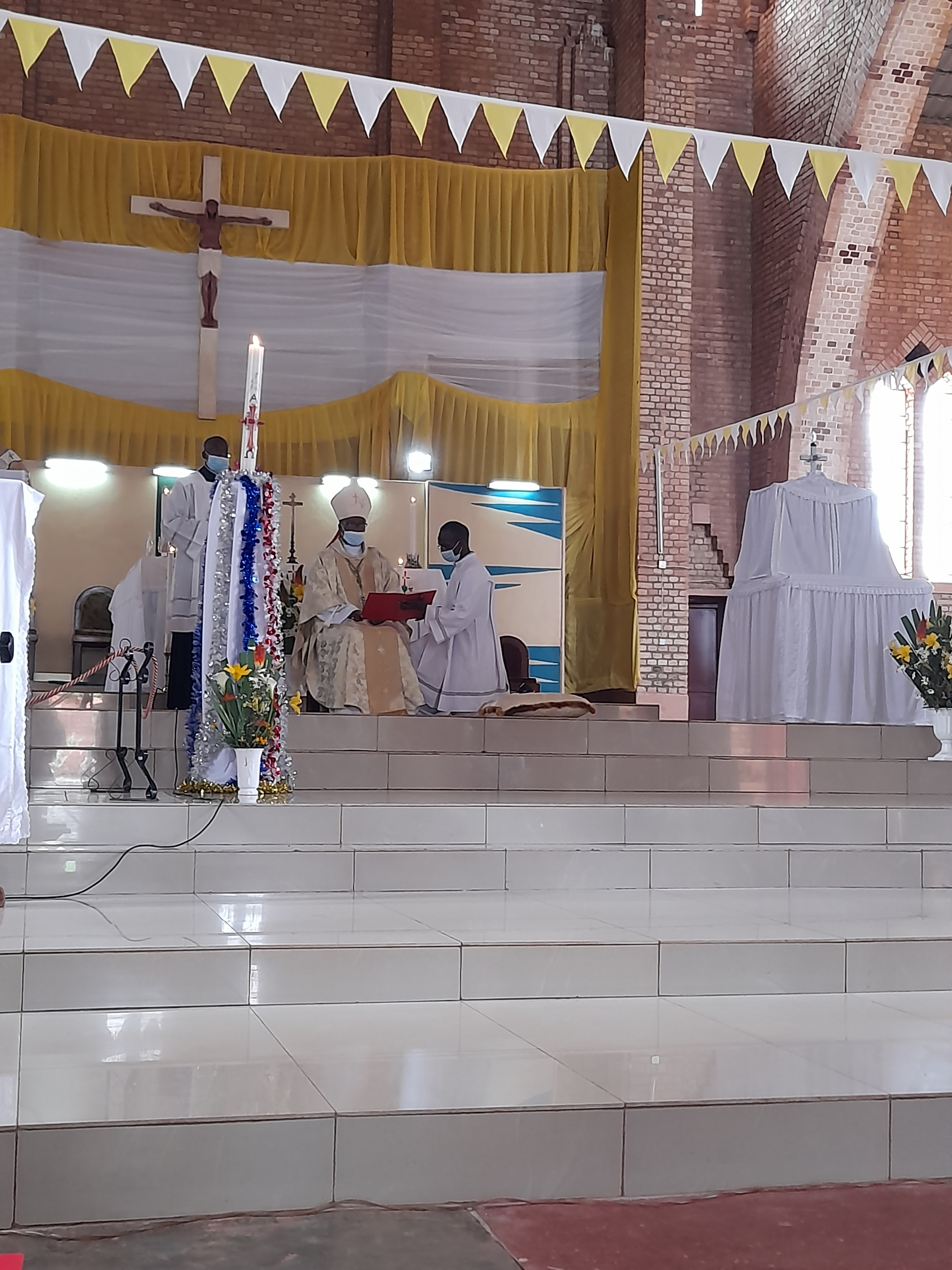
Célébration de la messe de Pâques 2021 à Butare.

Le diocèse est érigé le 11 septembre 1961 sous le nom de diocèse d'Astrida par le pape Jean XXIII, et est ensuite rebaptisé diocèse de Butare le 12 novembre 1963 par le pape Paul VI. Le diocèse est un suffragant de l'archidiocèse de Kigali. 
Philippe Rukamba (de) est nommé évêque de Butare par Jean-Paul II le 2 janvier 1997.

## Liste des évêques de Butare
- Jean-Baptiste Gahamanyi (1920 - 19 juin 1999) : 12 novembre 1963 – 2 janvier 1997 (retraité)
- Philippe Rukamba (né le 26 mai 1948) : 2 janvier 1997 – 12 août 2024 (retraité)
- Jean Bosco Ntagungira (né le 3 avril 1964) : depuis le 12 août 2024

### Article lié
- Butare